# Чавс Петро
Чавс Петро (26 січня 1883, с. Нова Кам'янка — 12 листопада 1977, Гемптонбург) — український священик, громадський діяч, професор церковно-слов'янської і української мови та української літератури в духовній семінарії святого Йосафата у Вашингтоні.

## Біографія
Народився в сім'ї малоземельних селян з присілку Пільце. Початкову освіту здобув в народній школі в Кам'янці Криве.
У 1897—1905 рр. був учнем цісарсько-королівської української академічної гімназії у Львові.
У 1909 р. закінчив Генеральну греко-католицьку духовну семінарію у Львові і прийняв Тайну священства з рук перемиського єпископа Константина Чеховича.
У 1909—1914 сотрудник пароха в Чорній, біля Устриків Долішніх в Ліському повіті (зараз — Підкарпатське воєводство, Польща).
У роки І світової війни Петро Чавс — польовий капелан Австрійської армії.
З 1918 по 1944 — парох у Крукеничах Мостиського повіту, організатор просвітянського, господарського, кооперативного життя.
За дозволом перемиського владики Йосафата Коциловського (1876—1947) виїхав на еміграцію; з 1950 р. проживав у США.
Працював духовником і професором церковно-слов'янської і української мови та української літератури в духовній семінарії святого Йосафата у Вашингтоні. Від 1965 р. друкував свої катехитичні оповідання в тижневику «Нова Зоря» в Чикаго. Написав «Граматику церковно-слов'янської мови», біографічну книгу «У вирі життя».
Помер 12 жовтня 1977 р. Похований на цвинтарі св. Духа в Гемптонбурзі штат Нью-Йорк .
Був одружений з Емілією Тун. В подружжя народилися діти — сини Володимир, Роман і дочка Марія.

## Твори
- Чавс П. Громада Кам'янка Волоська у минулому і сучасному // Жовківщина: історико-мемуарний збірник. Т. 3. — Жовква: Місіонер, 1997. — С. 247—300.